# Провулок Дмитра Цвітковського
Провулок Дмитра Цвітковського — провулок у Дарницькому районі міста Києва, селище Бортничі. Пролягає від Козаровицького провулку до кінця забудови. 

## Історія
Виник на початку 2000 років[уточнити], мав назву 5-й провулок Лермонтова, на честь російського поета Михайла Лермонтова.
1 липня 2022 експертна група з перейменувань вулиць і площ Києва за напрямком дерусифікації завершила роботу та представила свої остаточні варіанти на затвердження комісій Київради. 5-й провулок Лермонтова було запропоновано перейменувати на провулок Олександрійський, проте Комісія Київради з питань культури, туризму та суспільних комунікацій згодом відхилила цю назву через схожість із назвою Олександрівської вулиці на Нивках.
Сучасна назва на честь військового діяча часів УНР, сотника Дмитра Цвітковського — з 2023 року.